# Amihai Eliyahu

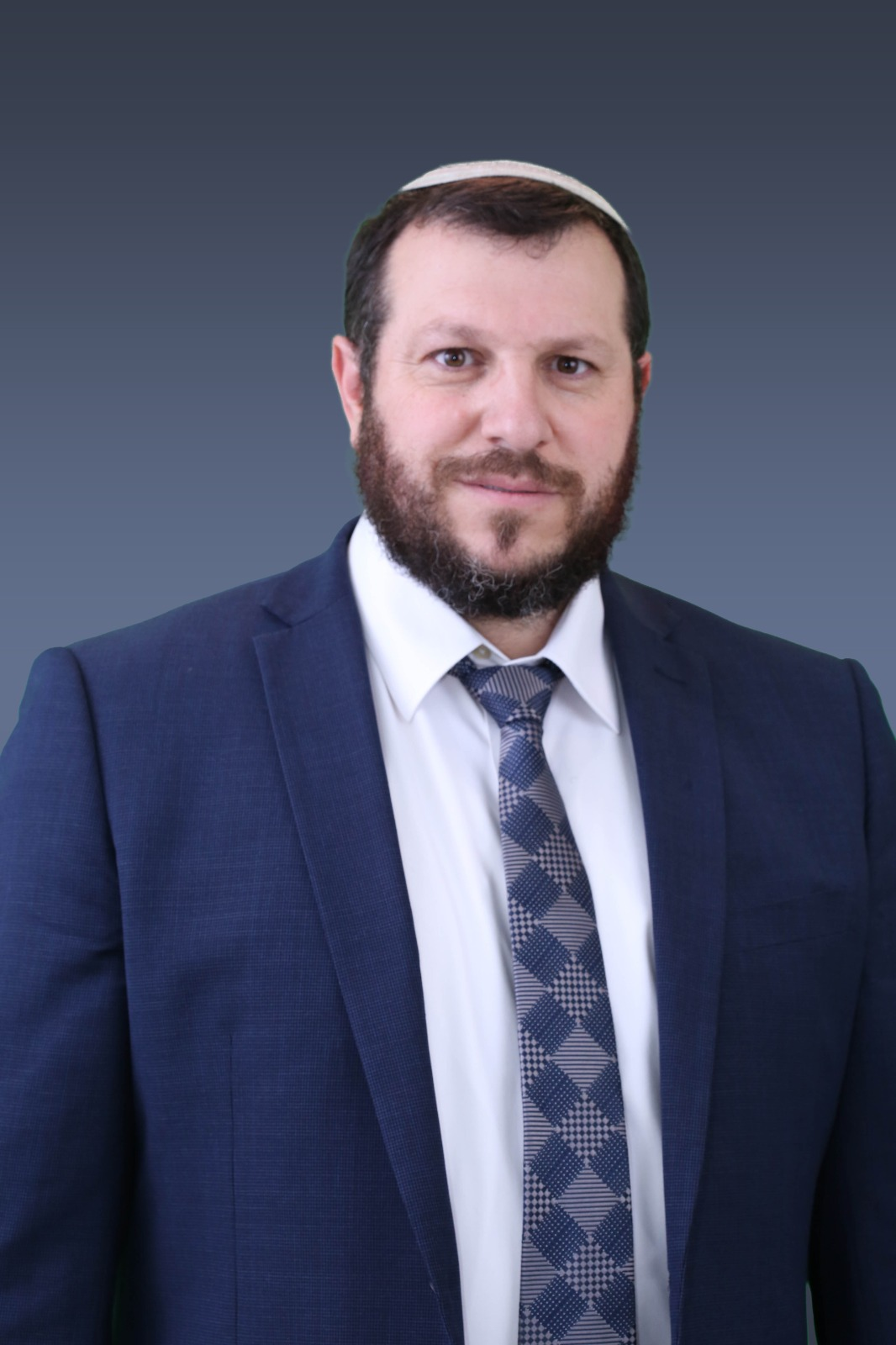
Amihai Eliyahu (2022)

Amihai Ben-Eliyahu (hebräisch עמיחי בן־אליהו; * 24. April 1979 in Jerusalem) ist ein israelischer Politiker der rechtsextremen religiösen Partei Otzma Jehudit. Er war von 2022 bis Januar 2025 und ist seit März 2025 Minister für religiöses und kulturelles Erbe im Kabinett Netanjahu VI.
Eliyahu ist Spross einer weit rechts stehenden Rabbinerdynastie. Sein Vater ist der Rabbiner Schmuel Elijahu.
Eliyahu sagte am 5. November 2023, zu Beginn des Krieges 2023, es sei eine Option, eine Atombombe auf Gaza zu werfen. Er untergrub damit Israels Doktrin der nuklearen Zweideutigkeit, nach der Israel nicht bestätigt, dass es über Atomwaffen verfügt, obwohl angenommen wird, dass es Dutzende Sprengköpfe und Bomben aller Art in Flugzeugen, Raketen und U-Booten montiert hat. Über diese Aussage wurde weltweit berichtet.
Im Jahr 2025 forderte Eliyahu den Ausschluss von Raphael Greenberg, einem führenden Archäologen der Universität Tel-Aviv, aufgrund dessen Kritik an israelischen Ausgrabungen im annektierten Ostjerusalem und im besetzten Westjordanland von der jährlichen Konferenz der Israel Antiquities Authority. Mehrere andere Archäologen kritisierten die politische Einflussnahme und zogen ihre Teilnahme zurück, worauf die Organisatoren die Konferenz absagten bzw. auf unbestimmte Zeit verschoben.
Angesichts der Hungerkrise im Gazastreifen, sagte Eliyahu am 24. Juli 2025 einem Radiosender, dass die Regierung die Vernichtung Gazas vorantreibe. „Gott sei Dank radieren wir dieses Übel aus. Wir drücken diese Bevölkerung weg, die mit ‚Mein Kampf‘ erzogen wurde.“ Er bestritt auch, dass die Menschen im Gazastreifen nicht genug zu essen bekämen, nannte es eine Kampagne gegen Israel und wies darauf hin, dass sich das Land im Krieg befände und versuche, „diese Monster“ zu töten.
Elijahu ist verheiratet und hat sechs Kinder.